# TV Tokyo
TV Tokyo (テレビ東京, Terebi Tōkyō)  este o rețea de televiziune japoneză lansată pe 12 aprilie 1964. Are sediul în Minato, Tokio.